# Kuélap
Kuélap o Cuélap és un important jaciment arqueològic preinca situat als Andes nord-orientals del Perú, a la província de Luya, i fou construït per la cultura Chachapoyas.
Forma un conjunt arquitectònic de pedra de grans dimensions caracteritzat per la seua condició monumental, amb una gran plataforma orientada de sud a nord, assentada sobre la cresta de roca calcària del cim del turó Barreta (a 3.000 msnm). La plataforma s'estén al llarg de gairebé 600 m i té com a tanca una muralla que en alguns punts arriba a 19 m d'alçària.
Es degué construir cap al s. XI, coincidint amb el període de florida de la cultura Chachapoyas, i la seua ocupació culminaria cap a mitjan s. XVI. Les seues colossals muralles i la seua complexa arquitectura interior són evidències d'un conjunt poblacional ben organitzat, que inclou recintes d'índole administrativa, religiosa, cerimonial i de residència permanent.

## Ubicació i accés
El complex arqueològic de Kuélap és al Departament d'Amazones, província de Luya. S'hi accedeix des de la carretera de Chachapoyas al districte de Leimebamba, a partir de Nou Tingo, proper a la ribera del riu Utcubamba, on el camí de terra prossegueix en ascens, fins a arribar a una planícia a prop del monument, on trobem una sendera que ens en porta directament a la ciutadella. També s'hi arriba per una sendera escarpada que ix del poblat del Tingo, proper a la riba de l'Utcubamba, amb un recorregut de 8,9 km i un desnivell de 1.200 m. Des del 2 de març del 2017 s'hi pot pujar amb telefèric, que, a part de transportar turistes des del poble de Nou Tingo en 20 minuts, permet gaudir del majestuós paisatge de la selva.

## Descobriment
Aquest monumental exponent de l'arquitectura dels chachapoyas romangué virtualment ignorat fins a 1843. La raó rau en la inaccessibilitat de la zona, boscosa i amb pluges constants. El 31 de gener de 1843, en realitzar una diligència a la zona, Juan Crisóstomo Nieto, jutge de Chachapoyas, admirà aquestes ruïnes guiat per vilatans que ja coneixien el lloc arqueològic.
Després, Kuélap fou estudiada per alguns arqueòlegs, entre aquests el francés Louis Langlois, en la dècada dels 1930, i Adolf Bandelier, que el descrigué amb anterioritat. Fou, però, l'arqueòleg i historiador peruà Federico Kauffmann qui més temps dedicà a la recerca del lloc i la cultura Chachapoyas.

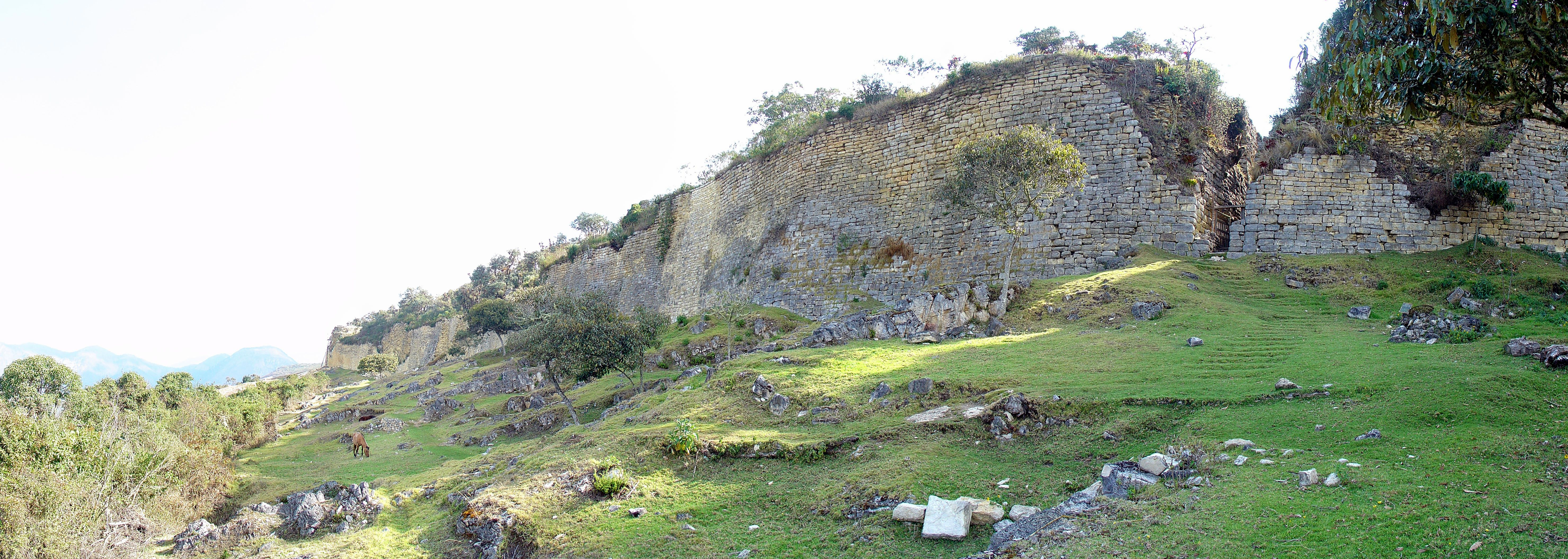
Façana est de la fortalesa de Kuélap

## Descripció

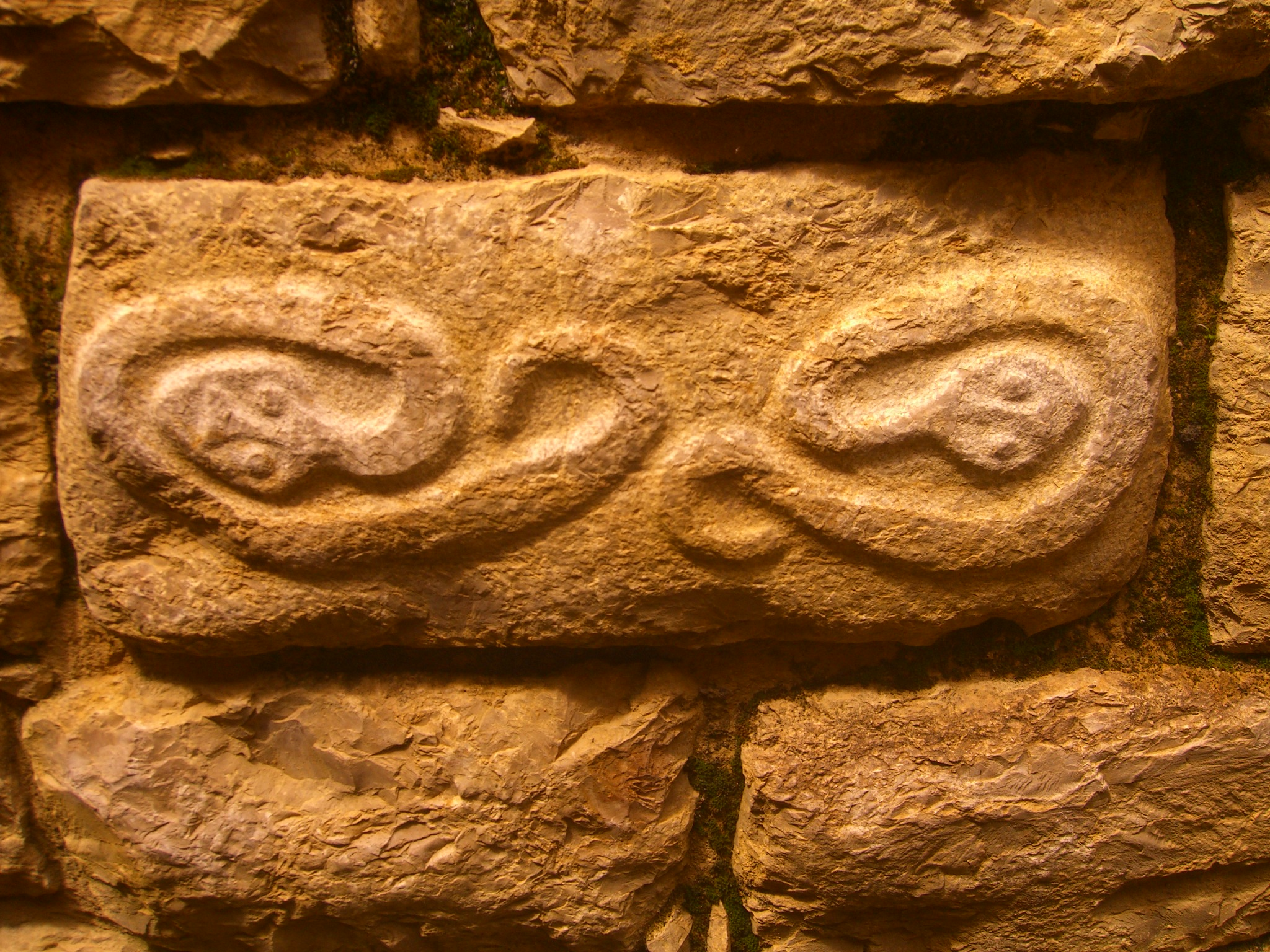
Frisos en pedra

Accés principal 

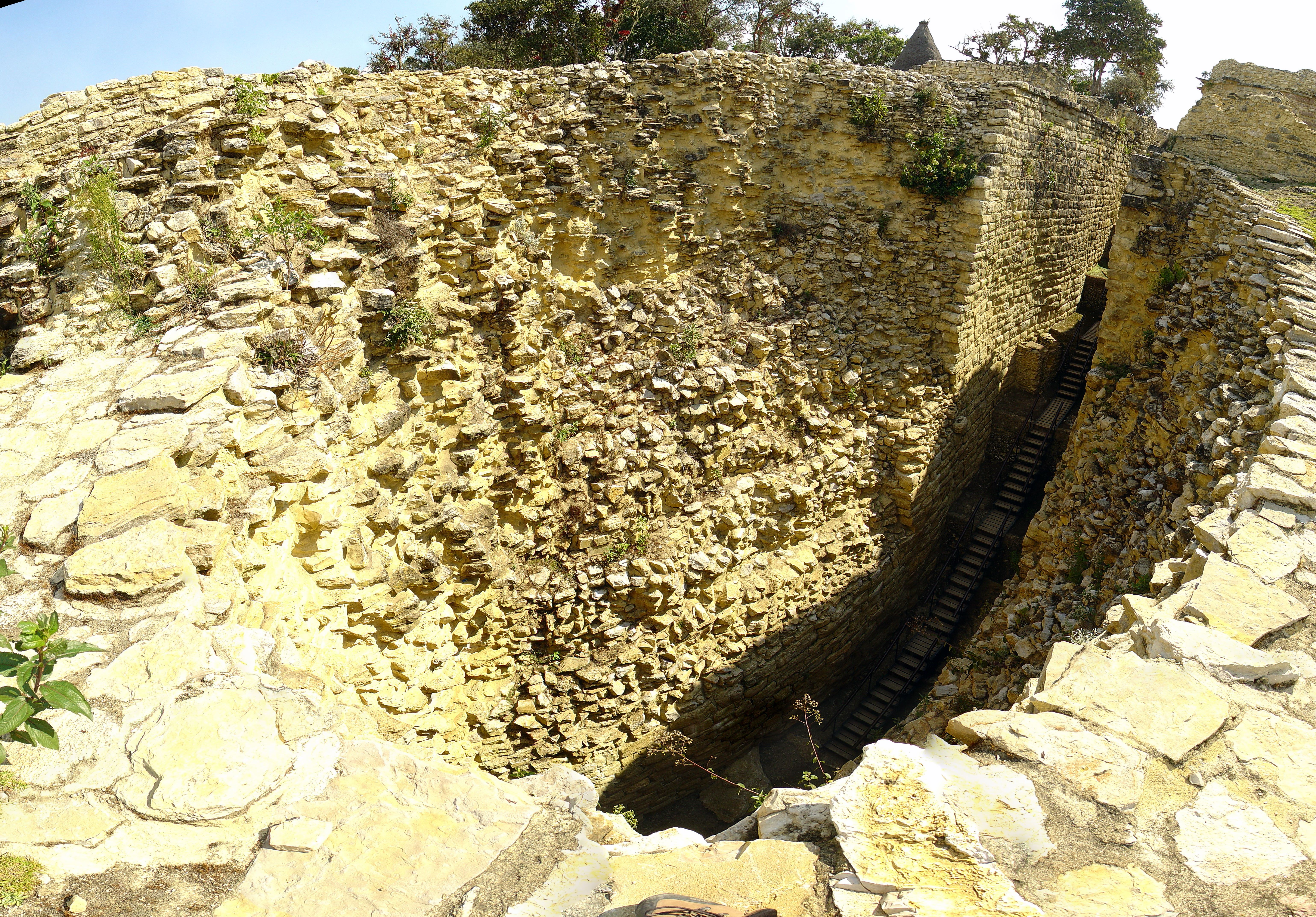
Una de les tres entrades a la fortalesa

L'entrada principal manifesta el seu ús per a personatges d'alt estatus, no sols per la forma i detalls arquitectònics, sinó també per la ubicació de molts blocs de pedra ornamentats amb diversos símbols de tipus religiós que inclouen rostres i animals mítics, serps i símbols de contingut religiós. En aquest accés s'han mantingut els testimoniatges del procés de creixement del lloc, incloent grans capes de farciment que permeteren de manera successiva l'extensió de l'accés, tant en alçària com el seu creixement cap a dins.
Temple Major
El temple Major és un dels centres sagrats de més importància del monument. Aquest edifici, en forma de con truncat invertit, té 13,5 m de diàmetre en la part superior, en què s'han registrat nombroses evidències d'ofrenes diverses en rituals complexos, com ara col·locar ossos humans dins d'un recipient interior, que esdevingué així una gran ossera. Al voltant de l'edifici s'han trobat enterraments humans i ofrenes que procedeixen de la costa nord, i de la serra d'Ayacucho al sud, i Cajamarca a la serra nord.
Plataforma circular
La Plataforma Circular, situada immediatament sobre la muralla sud de l'indret, tenia una funció íntimament vinculada al temple Major. Hi degué residir la persona responsable del funcionament del temple. El final de la història ocupacional de Cuélap es relaciona amb una massacre de grans proporcions que ocorregué exclusivament dins d'aquesta plataforma, que no va incloure dones, però que fou realitzada per un grup local ben organitzat, en el marc d'un conflicte pel poder. A aquest fet el seguí un gran incendi que marca els dies finals d'ocupació del lloc. Tan trist esdeveniment degué succeir al voltant del 1570, quan el poder invasor espanyol començà la matança de la població autòctona. Al centre d'aquesta plataforma hi havia una ossera semblant a la trobada a la part superior i central del temple Major.
Poble Alt 
El Poble Alt es troba a la part nord i oest del lloc i té una muralla que el delimita i separa de la resta de l'assentament. Té tres sectors ben definits, als quals s'accedeix per dos llocs, un que permet l'entrada al sector nord i central i l'altre solament al sector sud, de caràcter bàsicament residencial.
La tomba Inca del Poble Alt Sud 

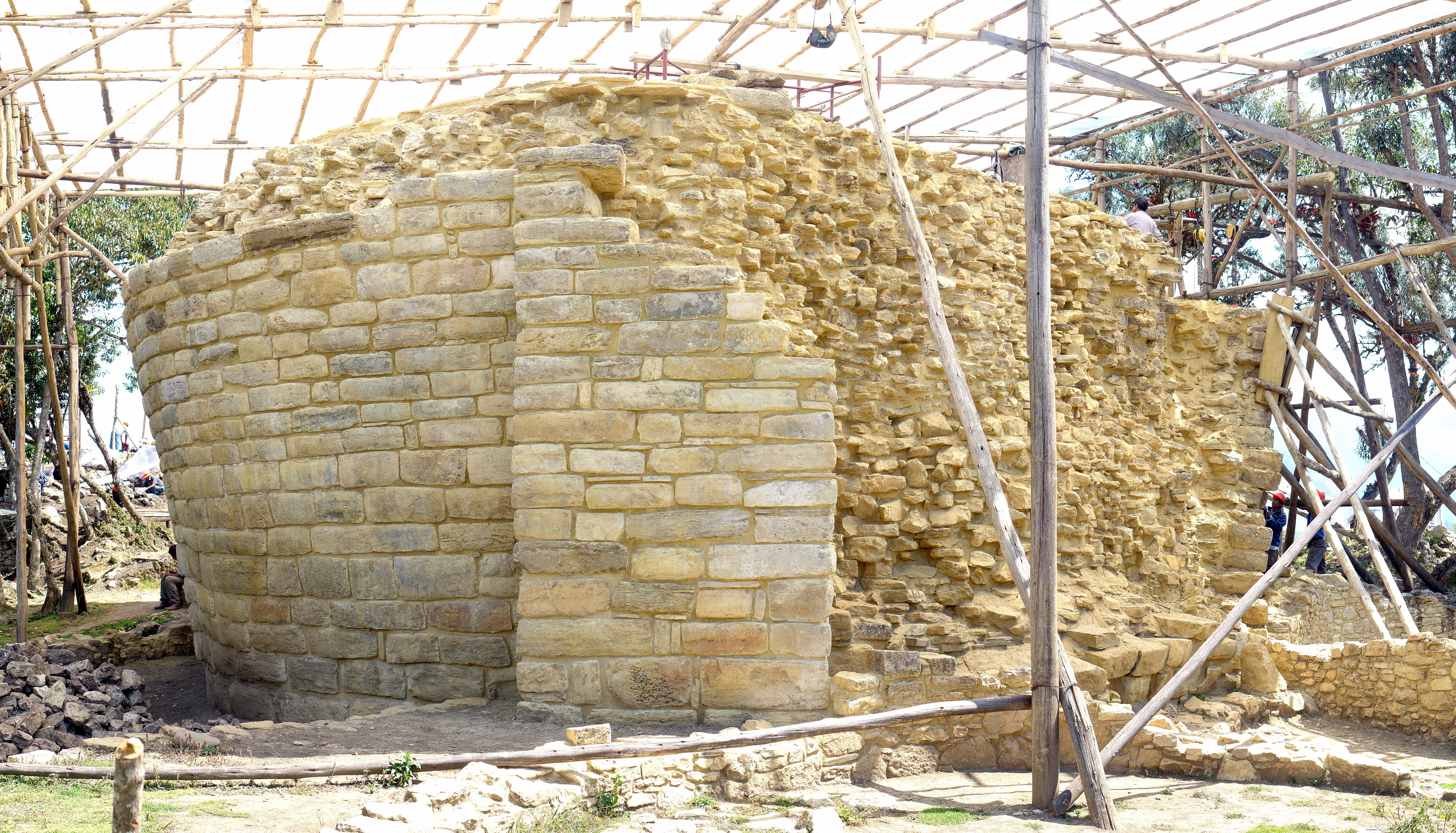
El Tinter

Dins d'una estructura especial es descobrí una tomba inca, d'un adolescent, amb ofrenes d'alta qualitat, que inclou ceràmica fina, objectes de fusta molt deteriorats i una arracada de nas metàl·lica. És possible que fora una ofrena del tipus Capacocha, costum inca als centres de més importància religiosa de l'imperi.
Sector central del Poble Alt
Aquest sector degué tenir una funció pública durant els últims moments d'ocupació. Per açò, solament conté tres estructures quadrades i rectangulars, d'època inca, que se superposen a estructures circulars més antigues. A l'extrem sud d'aquest sector, hi ha una estructura quadrangular molt derruïda, que incloïa molts enterraments humans primaris i secundaris. Aquest edifici devia tenir un sostre a dues o quatre aigües. A sota hi ha evidències d'edificis més antics.
Callanca

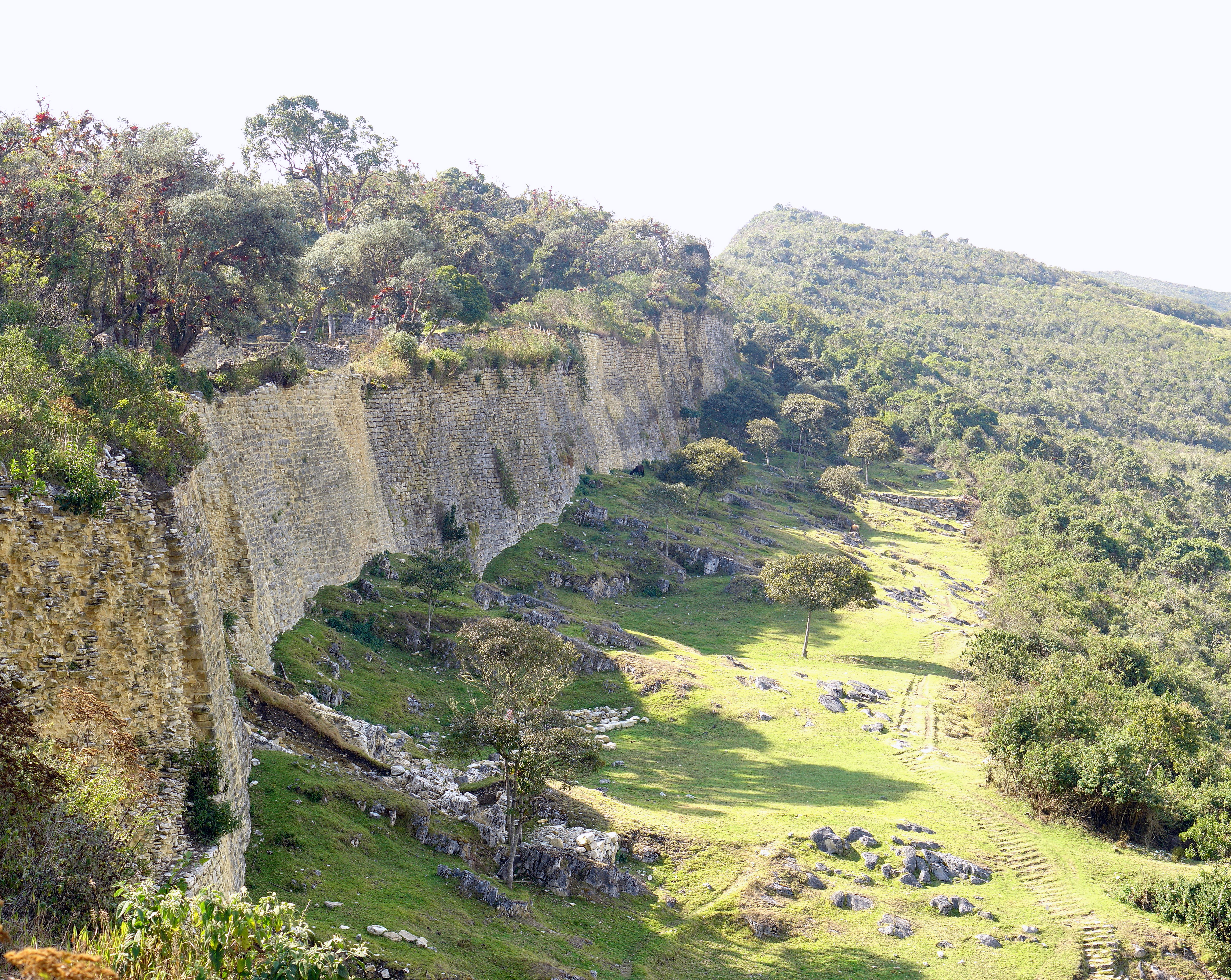
Vista de Kuélap

Aquest és un edifici d'època inca. És el més gran del lloc, de forma rectangular i es creu que tenia funció de Callanca, un edifici que servia durant l'època inca per a cerimònies sota sostre, però també com a hostalatge per a viatgers o convidats.
La Torrassa 
És un edifici sòlid de tipus cerimonial situat a l'extrem nord del lloc; forma part del sector nord del Poble Alt i limita amb un abisme inaccessible al costat oest. A la part superior hi havia centenars de pedres de naturalesa calcària que van ser arrodonides per usar-les com a projectils de fona, amb propòsits cerimonials. Si s'hi utilitzaren fones, l'espai superior només permetria la presència de molt poques persones, potser una de sola que les llançava cap a l'oest, ja que cap a l'est els sostres de les cases veïnes n'impedia la visibilitat.

## Antiguitat i proveïment
Kuélap és un monument anterior a l'Imperi Inca. Considerant-ne el caràcter monumental, hagué d'exercir un paper protagonista en el passat de la cultura chachapoyas. En efecte, l'arquitectura de Kuélap és, en termes generals, la mateixa que es troba dispersa a l'àrea cultural dels chachapoyas. El que no s'ha pogut precisar fins ara és en quin moment del llarg procés de desenvolupament de la cultura chachapoyas, el començament de la qual podria remuntar-se al s. VIII, alçà el monument de Kuélap. Es desconeix també el temps que durà la seua florida i quan i per què fou abandonat.
N'hi ha altres aspectes que no s'han pogut esbrinar, com el transport dels blocs de pedra fins a dalt de la muntanya i l'habilitat dels arquitectes involucrats en la construcció, que saberen dotar-la d'un sofisticat sistema de drenatge de l'aigua de pluja. En l'actualitat, per estar-ne obstruïts els conductes, el monument s'ha anat "inflant". En dilatar-se la gran plataforma, les pedres de les muralles que la revesteixen van desprenent-se. Tampoc se'n sap com se subministrava l'aigua als habitants; potser alguns recintes sense accés n'han servit de reserva. Altres recintes degueren ser magatzems d'aliments a la manera dels tambos inques, en què solia haver-hi un conglomerat de graners.

## Funció
Quant a la funció de Kuélap, tampoc no hi ha una resposta satisfactòria. Popularment, el monument es qualifica de "fortalesa", per la ubicació, la solidesa i alçària dels murs. Adolf Bandelier, i especialment Louis Langlois, intentaren demostrar que Kuélap, més que fortalesa, deuria ser un lloc fortificat destinat a servir de refugi a la població en casos d'urgència. Li atribuïren, probablement per analogia, el mateix paper que exerciren els burgs en l'Europa medieval.
Els alts murs de la plataforma i l'estretor de l'accés a la ciutadella al tram final suggereixen que el monument de Kuélap podria servir de reducte defensiu, o que almenys seria un lloc protegit dels intrusos. Però aquesta possibilitat no n'anul·la altres interpretacions.
Així, tenint en compte la funció de l'arquitectura monumental en el passat arqueològic peruà en general, relacionada amb les necessitats socioeconòmiques originades pel medi, Kuélap degué ser un santuari amerindi on residia una poderosa aristocràcia la missió primària de la qual era administrar la producció d'aliments, recorrent per a això al comandament i a pràctiques màgiques, per tal de comptar amb la col·laboració dels poders sobrenaturals que governaven els fenòmens atmosfèrics.